# Vladimirská oblast
Vladimirská oblast (rusky Владимирская область) je federální subjekt Ruské federace – oblast patřící do Centrálního federálního okruhu. Sousedí s Moskevskou oblastí na jihozápadě, s Jaroslavskou a Ivanovskou oblastí na severu, s Rjazaňskou oblastí na jihu a Nižněnovgorodskou oblastí na východě.

## Historie
Vladimirská oblast je jedním z nejstarších center ruské historie a kultury. Vladimirsko-suzdalské knížectví (1157–1331) bylo založeno ve spojení s přesunem hlavního města Rostovsko-Suzdalského knížectví do města Vladimir na řece Kljazmě. Na přelomu 12. a 13. století se Vladimirské velkoknížectví stalo politickým, hospodářským a kulturním centrem Ruska. Jeho ekonomický a politický vliv byl ale zničen vpádem mongolsko-tatarských vojsk v roce 1238. V roce 1708 byla založena Vladimirská provincie pod správou Moskevské gubernie. Samostatná Vladimirská gubernie pak byla založena v roce 1778. V roce 1929 bylo teritorium Vladimirské gubernie rozděleno mezi Moskevskou, Ivanovskou a Gorkijskou. 14. srpna 1944 byla založena samostatná Vladimirská oblast v jejích nynějších hranicích.

## Oblastní symboly

### Vlajka
Vlajka Vladimirské oblasti je tvořena červeným listem o poměru stran 2:3 se světle modrým žerďovým pruhem o šířce 1/8 délky vlajky. Uprostřed horní části žerďového pruhu jsou vyobrazeny zlatý srp a kladivo. Uprostřed červeného pole je umístěn žlutý znak oblasti, jehož šířka odpovídá 1/3 délky listu.

### Znak
Znak Vladimirské oblasti, resp. jeho blazon, je analogický blazonu znaku gubernie z let 1856–1917 („V červeném poli zlatý lví levhart s železnou korunou zdobenou zlatem a barevnými kameny, který drží v pravé tlapě dlouhý stříbrný kříž.“). Štít je završen imperátorskou korunou a lemován zlatými dubovými listy, spojenými svatoondřejskou stuhou.

## Geografie
Vladimirská oblast leží ve středu evropské části Ruska zhruba 200 km na východ od Moskvy. Nachází se v centrální částí Východoevropské roviny a ráz krajiny je tedy pouze mírně zvlněný. V oblasti se nachází celá řada vodních toků z nichž nejvýznamnější jsou Kljazma a Oka. Dále se zde rozkládá na 300 jezer, která jsou většinou bezodtoká a mělká a jejich celková plocha je cca 5000 ha. V regionu se také nachází 37 400 ha bažin, především v nížinách na severovýchodě oblasti. Klima je mírné – kontinentální.

## Hospodářství

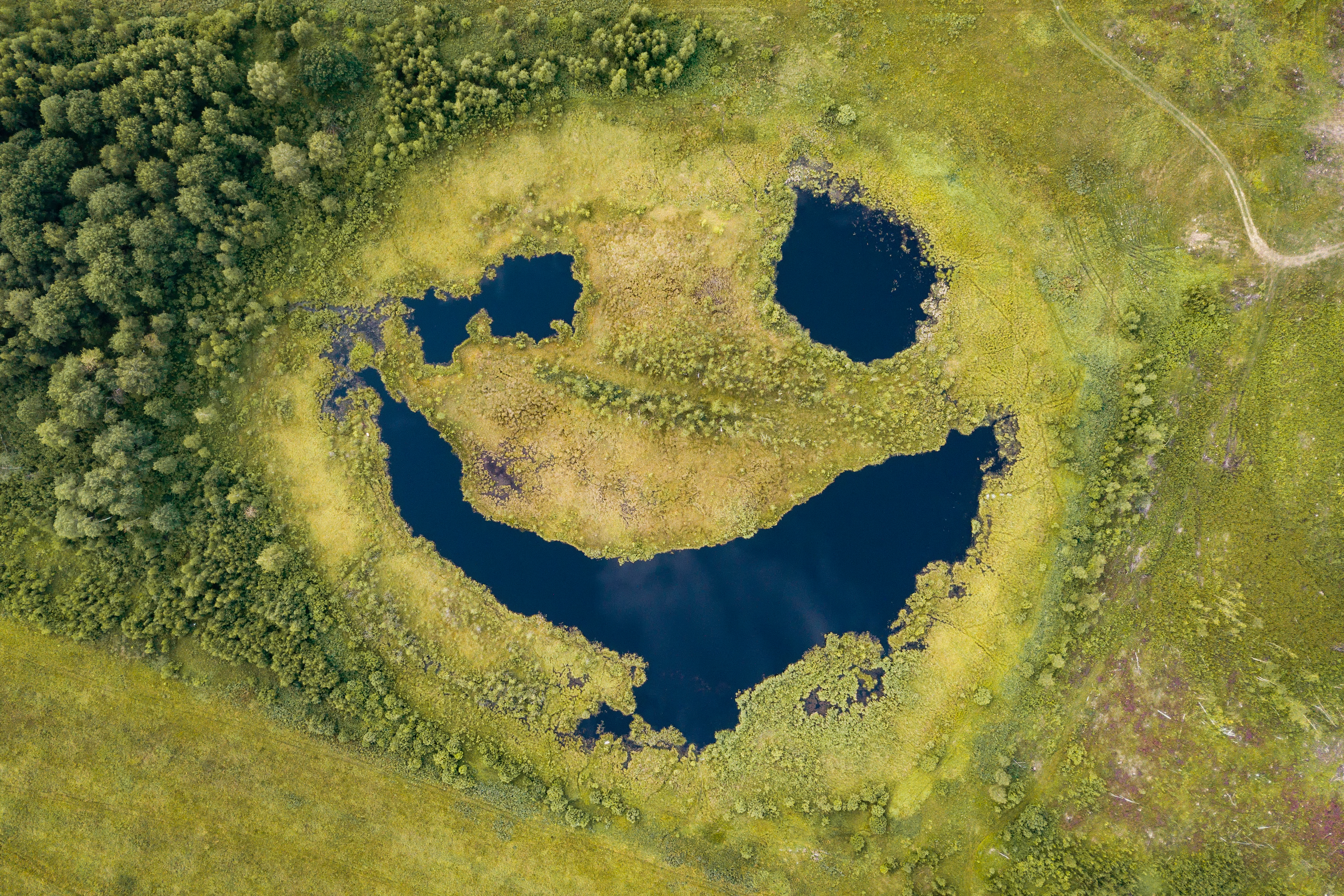
Meteoritická jezera připomínající smajlík ve Vladimirské oblasti

Nejdůležitější roli v hospodářství oblasti hraje průmysl a to především strojírenství ve městech Vladimir, Murom a Kovrov a potravinářství. Ze surovinových zdrojů se zde nachází vápenec, rašelina, písek a kámen pro stavebnictví, fosfáty a železná ruda. Významnou oblastí hospodářství je také díky strategické poloze doprava. Oblast využívá pro přepravu zboží 3 ze 4 větví transsibiřské magistrály. Dále zde procházejí důležité ropovody, plynovody a produktovody (především pro palivovou naftu). Na významu v poslední době také nabývá oblast turistiky, která se může zaměřit na řadu historických památek v oblasti (Vladimir, Suzdal).

## Obyvatelstvo
Obyvatelstvo je, i vzhledem k historii regionu převážně ruské národnosti. Podíl městského obyvatelstva dosahuje cca 78 %. Pouze národnosti s více než 5000 příslušníky (zaokrouhleno).
| Národnost  | Počet v roce 2002 |
| ---------- | ----------------- |
| Rusové     | 1 443 900         |
| Ukrajinci  | 16 800            |
| Tataři     | 8 700             |
| Bělorusové | 5 700             |
| Arméni     | 5 000             |

## Administrativní dělení
Vladimirská oblast se dělí na 16 rajónů, 23 měst a 1 uzavřený administrativně-územní útvar (město Radužnyj, které je pod přímou správou federální vlády).